# Черновка (Башкортостан)
Черно́вка (баш.  Карайылга) — деревня в Белорецком районе Башкортостана России, относится к Азикеевскому сельсовету. 
С 2005 года имеет современный статус.

## История
Статус деревни, сельского населённого пункта, посёлок получил согласно Закону Республики Башкортостан от 20 июля 2005 года № 211-з «О внесении изменений в административно-территориальное устройство Республики Башкортостан в связи с образованием, объединением, упразднением и изменением статуса населенных пунктов, переносом административных центров», ст.1:

6. Изменить статус следующих населенных пунктов, установив тип поселения: деревня:

5) в Белорецком районе:…

х) поселка Черновка Азикеевского сельсовета

## Географическое положение
Расстояние до:
- районного центра (Белорецк): 8 км,
- центра сельсовета (Азикеево): 10 км,
- ближайшей ж.-д. станции (Белорецк): 4 км.

## Население
| 2002 | 2009 | 2010 |
| ---- | ---- | ---- |
| 90   | ↗119 | ↗126 |

Национальный состав
Согласно переписи 2002 года, преобладающая национальность — башкиры (99 %).